# Tillandsia didistichoides
Espèce
Classification phylogénétique
Tillandsia didistichoides Mez est une plante de la famille des Bromeliaceae.
L'épithète didistichoides peut signifier « semblant deux fois distique » et serait alors probablement en rapport avec la phyllotaxie de la rosette, mais peut aussi signifier « ressemble à (Tillandsia) didisticha », un taxon publié par le même auteur dans le même document. Le protologue ne fournit aucune précision qui permettrait de lever cette ambiguïté.

## Protologue et Type nomenclatural
Tillandsia didistichoides Mez in C.DC., Monogr. Phan. 9: 778, n° 134 (1896)
Diagnose originale :
« statura parva ; foliis bulbose rosulatis, ad 12 mm. latis, dense lepidibus minutis peradpressisque obtectis +/- cinereis ; inflorescentia bipinnatim panniculata[sic] ; spicis subflabellatis, ad 8-floris ; bracteis primariis quam spicae multo brevioribus ; bracteolis florigeris sepala manifeste superantibus ; floribus erectis ; sepalis antico libero posticis binis basi brevissime connatis. »
Type :
- leg. A. Fendler, n° 827 ; « Trinidad » ; Holotypus Herb. Mus. Brit., Kew[1].
- leg. A. Fendler, n° 827, 1877-80 ; « Trinidad » ; Isotypus NY (NY 247330)

## Synonymie

### Synonymie nomenclaturale
- Vriesea didistichoides (Mez) L.B.Sm.

### Synonymie taxonomique
(aucune)

## Écologie et habitat
- Typologie : plante herbacée en rosette acaule monocarpique vivace par ses rejets latéraux ; épiphyte[1].
- Habitat : ?
- Altitude : ?

## Distribution
- Antilles :
  -  Trinité-et-Tobago
    - Trinidad[1]